# Cryptops gigas
Cryptops gigas är en mångfotingart som beskrevs av Kraepelin 1903. Cryptops gigas ingår i släktet Cryptops och familjen Cryptopidae.
Artens utbredningsområde är Kamerun. Inga underarter finns listade i Catalogue of Life.